# The Poppy Girls
The Poppy Girls ist eine britische Mädchengruppe, die 2013 für die Spendenkampagne anlässlich des Poppy Appeal der Royal British Legion zusammengestellt wurde.

## Geschichte
Die fünf Mädchen Megan Adams, Florence Ransom, Alice Milburn, Bethany Davy und Charlotte Mello  waren seinerzeit Schülerinnen im Alter von zehn bis 17 Jahren und Töchter von Soldaten der Armed Forces. Ausgewählt wurden sie nach einem Online-Casting aus mehr als 1000 Bewerberinnen.
Gemeinsam nahmen sie den Song The Call (No Need to Say Goodbye) der US-amerikanischen Sängerin Regina Spektor auf. Am 9. November 2013 traten sie live im Rahmen des Festival of Remembrance in der Royal Albert Hall auf. Am Tag darauf erschien der Titel als Single und erreichte Platz 13 der britischen Charts. Alle Einnahmen aus dem Verkauf gehen an die Wohlfahrtspflege der Royal British Legion.

## Diskografie
Alben
- 2013: No Need to Say Goodbye

Singles
- 2013: The Call (No Need to Say Goodbye)